# Triesnecker (Mondkrater)

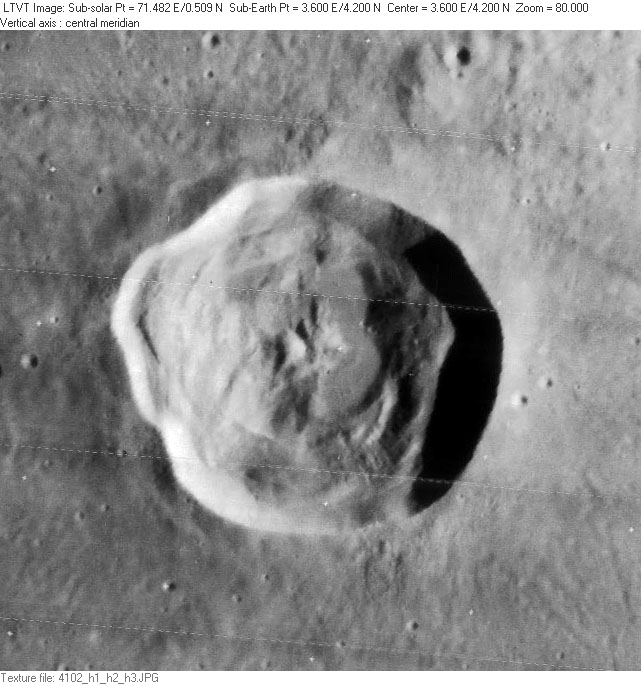
Krater Triesnecker (Lunar Orbiter 4)

Triesnecker ist ein 25 km großer, sehr tiefer Mondkrater im Sinus Medii, einer fast kraterfreien Basaltebene in der Mitte der sichtbaren Mondhälfte.
- Selenografische Koordinaten 4° Nord, 4° Ost
- benannt nach dem österreichischen Jesuiten und Astronomen Franz de Paula Triesnecker (1745–1817)

Triesnecker hat einen scharfen, regelmäßigen Kraterwall und ist kaum erodiert. Nahe seinem Ostrand läuft ein System von Rillen in nördlicher Richtung, die Rimae Triesnecker.
| Buchstabe | Position         | Durchmesser | Link |
| --------- | ---------------- | ----------- | ---- |
| D         | 3,47° N, 5,92° O | 6 km        |      |
| E         | 5,54° N, 2,47° O | 5 km        |      |
| F         | 4,09° N, 4,8° O  | 3 km        |      |
| G         | 3,64° N, 5,17° O | 4 km        |      |
| H         | 3,33° N, 2,68° O | 3 km        |      |
| J         | 3,25° N, 2,43° O | 3 km        |      |